# 孫文龍
孫文龍（？—？），字明卿，號見田，南直隶蘇州府太倉州籍常熟縣人。明朝政治人物、進士出身。

## 生平
萬曆十六年（1588年）戊子科舉人，萬曆十七年（1589年）聯捷己丑科進士，吏部觀政，十八年冬十月任河南仪封县知县，二十三年升南京工部主事，二十七年升郎中，二十八年官承天府知府。三十年致仕。

## 家族
曾祖孫世英。